# LUNACY
《LUNACY》는 LUNA SEA의 7번째 정규 앨범이다. 첫회 한정반은 투명 픽쳐 특수 보석 케이스 사양 (5 종류). 2007년 12월 5일 최신 리마스터링 음원 및 「gravity」 「TONIGHT」 「LOVE SONG」의 PV 가 수록된 DVD 와의 2장 세트로 유니버설 뮤직을 통해 재발매되었다.

## 개요
- 스기조의 제안에 의해 기간미정의 무기한 녹음 아래 제작되어 결과적으로 1999년 여름부터 시작하여 총 제작 기간 1년이라는 LUNA SEA의 앨범 중 가장 긴 시간을 두고 만들어진 작품이다.
- 종막 이전에는 오리지널 앨범으로서는 마지막 작품. 본작 발매 시의 인터뷰에서 이노란은 "지금 밴드를 끝내도 좋을 만큼의 앨범이 되었다고 생각합니다. 마지막 앨범으로써 좋은 정도의 수확이네요."이라고 밝혔다.
- "Sweetest Coma Again"과 "KISS"의 2곡에는 DJ KRUSH가 참여하고 있다. DJ KRUSH는 1997년에 스기조와 이노란의 솔로 앨범 제작에 관여했던 인물이다. 또, 이 시기에 J가 참여했던 기간한정 라이브 밴드 GAZA의 멤버이기도 하다
- 이 앨범이 발매되기 전인 2000년 5월 23일 일본 무도관에서 라이브 "PREMIERE of LUNACY 2000"이 열렸다. 이 라이브에서는 앵콜을 포함하여 2000년에 발매된 곡만 연주되고, 후에 본 앨범의 수록곡도 모두 선보이는 "신곡공개 라이브"가 되었다. 하지만 그 내용은 공연 전에는 관계자를 포함하여 그 누구에게도 알려지지 않아 『LUNACY』라는 신작 타이틀도 이 라이브가 종료된 후에 발표되었다.
- 앨범 부클릿 내부에 멤버들의 얼굴을 합성한 3D 이미지가 숨겨져 있다.

## 수록곡
- 전체 작사 ・ 작곡 ・ 편곡：LUNA SEA

1. Be Awake
원곡자 : 스기조
가사는 SUGIZ가 담당. 곡의 첫 부분에는 여러 콘서트장에서의 팬들의 환호를 샘플링한 음원이 수록되고 있다.
2. Sweetest Coma Again feat.DJ KRUSH
원곡자 : J
영화 "007 언리미티드 (원제 : The World is Not Enough)"의 일본판 주제곡으로, 본 앨범 발매 전에 일본판의 사운드 트랙에도 수록되었다. 사운드 트랙에 수록된 버전은 페이드 아웃으로 곡이 끝나는데 반해, 앨범에 수록된 곡에서는 DJ KRUSH의 스크래치로 마무리하고 있다. 가사는 J와 류이치가 담당. 원곡자인 J에 따르면 "월드 클래스에 걸맞은 그루브를 만들고 싶었다"고 밝혔다.
3. gravity
원곡자 : 이노란
12th 싱글. 전 싱글인 I for You 이후 1년 9개월만에 첫 맥시 싱글로 발매되었다. 영화 『어나더 헤븐』 주제가로 발탁되어 이 시기에 TV아사히 계열에서 방송된 드라마『어나더 헤븐 ~eclipse~』 주제가가 되기도 하였다. 가사는 이노란이 쓴 것을 류이치가 보정하여 현재의 가사가 되었다고 한다. 이 곡이 싱글로 발매되기 전에 열린 "START UP GIG 2000" (2000년 1월 1일 Zepp Tokyo)에서 신곡으로 첫선을 보였다. 종막 후 이노란이 이 곡을 자신의 솔로 라이브로 셀프 커버한 적이 있고, 그 영상은 이노란의 라이브 비디오/DVD "THE LAST NIGHT"에 수록되어 있다. 이노란은 이 곡을 "봄에 발매되었지만, 굳이 말하자면 가을 같은 곡"이라고 말했다.
4. KISS feat. DJ KRUSH
원곡자 : 스기조
"Sweetest Coma Again"과 마찬가지로 DJ KRUSH를 게스트로 맞이한 악곡.
5. 4:00 AM
원곡자 : 이노란
아르페지오와 피아노가 중심이 된 악곡. 첫 부분에 휴대전화 벨소리가 삽입되어 있다. 가사는 이노란이 중심이 되어 작사.
6. VIRGIN MARY
원곡자 : 스기조
바이올린도 사용된, 9분을 넘는 대곡. 중간이 드럼이 오버더빙된 부분이 있다.
7. white out
원곡자 : 이노란
가사는 "연애란 맹목이다"라는 내용을 화이트 아웃에 비유한 것.
8. a Vision
원곡자 : J
랩과 7현 기타 등을 도입한 악곡. 간주의 랩은 앨범에서는 J가 담당하는데 라이브에서는 J와 스기조가 한 프레이즈씩 교대로 담당하고 있다.
9. FEEL
원곡자 : 스기조
간주 솔로는 스기조가 바이올린을 이용해 연주하고 있다. 또 "a Vision"과 마찬가지로 스기조가 7현 기타를 이용해 연주하고 있다 곡이기도 하다. 라이브에서는 드럼과 베이스 연주에서 시작해 바이올린 솔로 부분을 기타로 재현하여 연주한다. 이 곡의 녹음 시 기타 톤 문제로 이노란과 스기조가 갈등을 겪기도 했다고 한다.
10. TONIGHT
원곡자 : J
LUNA SEA의 싱글 중에서는 약 3분으로 가장 연주 시간이 짧은 곡이다. PV는 단 류이치가 만들었다. PV의 원안은 J가 구상한 것으로, 이 PV에 출연한 사카모토 엔리케는 10대 시절의 J라는 설정. 류이치는 이 곡을 3 ~ 5번 불러 일부러 목소리가 건조해진 상태로 녹음했다고 한다. J는 "이 곡을 듣고 아무것도 느끼지 못했더라도 괜찮다"고 말했다. J와 이노란이 각각 솔로 라이브에서 몇 번이나 커버한 적이 있다.
11. Crazy About You
원곡자 : J
신디사이저를 이용하지 않고 생음만으로 연주되는 록 발라드. 가사도 J가 담당. 라이브 영상을 모은 PV도 만들어졌다.